# Patrick Brown
Patrick O. Brown (ur. 23 września 1954 w Waszyngtonie) – amerykański biochemik.
W 1976 roku ukończył studia chemiczne na University of Chicago. Na tej samej uczelni uzyskał stopień doktora biochemii (1980) oraz doktora medycyny (1982). W latach 1985–1988 odbywał na University of California, San Francisco staż pod kierunkiem J. Michaela Bishopa oraz Harolda Varmusa. W 1988 roku podjął pracę na Howard Hughes Medical Institute, a także na Stanford University, gdzie w 2000 roku uzyskał stanowisko profesora na Wydziale Biochemii.
Jego badania polegały na wykorzystaniu mikromacierzy do badania ekspresji genów, szczególnie związanych z powstawaniem komórek nowotworowych.
Był jednym z inicjatorów powstania Public Library of Science.
W 2002 roku został wyróżniony Takeda Award.